# Geoffrey (Erzbischof)
Geoffrey (deutsch Gottfried, * um 1151; † um 18. Dezember 1212) war ein anglonormannischer Geistlicher. Er war ein unehelicher Abkömmling des Hauses Plantagenet. Von 1173 bis 1181 war er Bischof der englischen Diözese Lincoln, dann diente er bis 1189 als königlicher Kanzler. Ab 1189 war er Erzbischof von York.

## Herkunft und Jugend
Geoffrey wurde vermutlich 1151 als unehelicher Sohn von Heinrich von Anjou geboren. Über seine Mutter ist nur wenig bekannt. Angeblich soll sie eine Prostituierte namens Ykenai gewesen sein, der es gelang, dem leichtgläubigen jungen Heinrich ihren Sohn unterzuschieben, als dieser 1154 englischer König wurde. Diese Angabe ist aber zweifelhaft, da sie nur von dem Geoffrey ablehnend gegenüberstehenden Chronisten Walter Map stammt. Jedenfalls wurde Geoffrey von seinem Vater anerkannt und vermutlich nach seinem Großvater, Heinrichs Vater Geoffrey of Anjou benannt. Heinrich ließ ihn gemeinsam mit den Kindern seiner Frau Eleonore erziehen. Mit Eleonore hatte Heinrich einen Sohn, der ebenfalls Geoffrey hieß, jedoch später Herzog der Bretagne wurde.
Der König sorgte dafür, dass sein unehelicher Sohn eine kirchliche Laufbahn einschlug. Bereits vor 1170 wurde Geoffrey Archidiakon von Lincoln, dazu hielt er bis 1173 eine Pfründe an der St Paul’s Cathedral in London. Gelegentlich beauftragte ihn der Papst, um kirchliche Streitfälle zu untersuchen, doch ansonsten tritt Geoffrey zunächst kaum in Erscheinung. Möglicherweise erhielt er auch eine umfassende Ausbildung, denn Gerald of Wales bringt ihn mit einer juristischen Schule in Northampton in Verbindung und Egasse Du Boulay zählte ihn im 17. Jahrhundert zu den Gelehrten der Universität von Paris.

## Bischof von Lincoln

### Verzögerte Anerkennung als Bischof und Rolle während der Revolte von 1173 bis 1174
Auf Anordnung von Heinrich II. wurde Geoffrey um Mai 1173 zum Bischof der Diözese Lincoln gewählt, doch angesichts seiner Jugend bestätigte Papst Alexander III. die Wahl zunächst nicht. Deshalb konnte Geoffrey während der
Revolte von 1173 bis 1174 sofort als Militär unterstützen. Dabei führte er äußerst geschickt ein Heer in Nordengland, während sein Vater gegen Geoffreys Halbbrüder in Frankreich vorging. Geoffrey krönte seinen Feldzug mit der Gefangennahme des schottischen Königs Wilhelm I., der in Nordengland eingefallen war. Anschließend zwang er den in seiner Loyalität schwankenden Hugh du Puiset, den Bischof von Durham, Heinrich II. die Treue zu schwören. Als sich Heinrich II. und Geoffrey 1174 nach der Niederschlagung der Revolte in Huntingdon trafen, soll der König Geoffrey herzlich umarmt und ihn als seinen einzig rechtmäßigen Sohn bezeichnet haben, da sich seine Halbbrüder gegen ihren Vater erhoben hatten. Im Oktober 1174 begleitete Geoffrey seinen Vater in die Normandie, und erst im Juli 1175, vielleicht nach einem Besuch des Königs bei Papst Alexander III., bestätigte Richard of Dover, Erzbischof von Canterbury, die Wahl von Geoffrey zum Bischof. Am 1. August 1175 zog Geoffrey feierlich in Lincoln ein.

### Tätigkeit als Bischof
Vermutlich weil sein Vater Geoffrey danach zur geistlichen Ausbildung nach Tours sandte, sind aus Geoffreys Amtszeit in Lincoln nur wenige Urkunden erhalten. Erst Weihnachten 1178 kehrte Geoffrey als Diakon nach Lincoln zurück und übernahm die Verwaltung der Temporalien des Bistums. Er besetzte die Ämter der Diözese mit studierten Geistlichen und zählte auch Petrus von Blois zu seinen persönlichen Freunden. Dazu stiftete er für die Kathedrale von Lincoln zwei Glocken, löste für £ 300 verpfändete Ausstattungsgegenstände der Kathedrale ein und erwarb Ländereien der Diözese zurück. Um 1180 erhob er jedoch eine hohe Abgabe in seiner Diözese, wofür ihn sein Vater scharf rügte. Dennoch behielt er weiter einen guten Kontakt zu Heinrich II. Im März 1178 war er zusammen mit seinem Halbbruder Johann Ohneland von Southampton in die Normandie gesegelt und Weihnachten 1178 verbrachte er zusammen mit seinem Vater in Winchester. Als Geoffrey Anfang 1181 zusammen mit seinem Vater in Argentan war, protestierte der Papst energisch gegen die Tatsache, dass Geoffrey noch immer nicht zum Bischof geweiht worden war und dass Lincoln seit fünfzehn Jahren ohne einen geweihten Bischof war. Geoffrey solle entweder sein Amt niederlegen oder endlich die Weihe empfangen. Obwohl der Papst letztlich einen weiteren Aufschub duldete, verzichtete Geoffrey auf sein Bischofsamt, als sein Vater ihn zum königlichen Kanzler ernannte. Im Februar 1181 legte Geoffrey in Frankreich öffentlich sein Amt als Bischof nieder. Dies wiederholte er am 6. Januar 1182 vor den versammelten englischen Bischöfen in Marlborough.

## Dienst als königlicher Kanzler

### Erste Jahre als Kanzler
Von seinem Vorgänger als Kanzler, Ralph de Warneville, übernahm Geoffrey auch das Amt des Archidiakons von Rouen und das des Schatzmeisters des Erzbistums York. Dazu übergab ihm sein Vater die Burgen von Baugé im Anjou und von Langeais im Touraine sowie Besitzungen in England und in der Normandie, aus denen er jährliche Einkünfte von 500 Mark hatte. Trotz dieser beachtlichen Ausstattung mit Besitzungen trat Geoffrey nur wenig als Kanzler in Erscheinung, während Walter de Coutances als sein Siegelbewahrer anscheinend den Großteil der Aufgaben des Amtes wahrnahm. Welche Dienste Geoffrey für den König übernahm, ist nicht geklärt, denn Geoffrey wird nur 1182 und 1185 sporadisch im Gefolge des Königs erwähnt. Möglicherweise war er zeitweise in Italien oder gar in Palästina, denn Barone aus dem Königreich Jerusalem boten Heinrich II. die Krone des Königreichs für einen seiner Söhne an. Nach einem Brief von Petrus von Blois war Geoffrey ein möglicher Kandidat für die Krone von Jerusalem. Für Geoffreys Aufenthalt in Frankreich spricht der aus Italien stammende Simon of Apulia, der später Kanzler des Erzbistums York und Dekan von York Minster wurde und erstmals 1189 im Dienst von Geoffrey in England auftaucht.

### Rolle im Krieg mit Frankreich von 1187 bis 1189

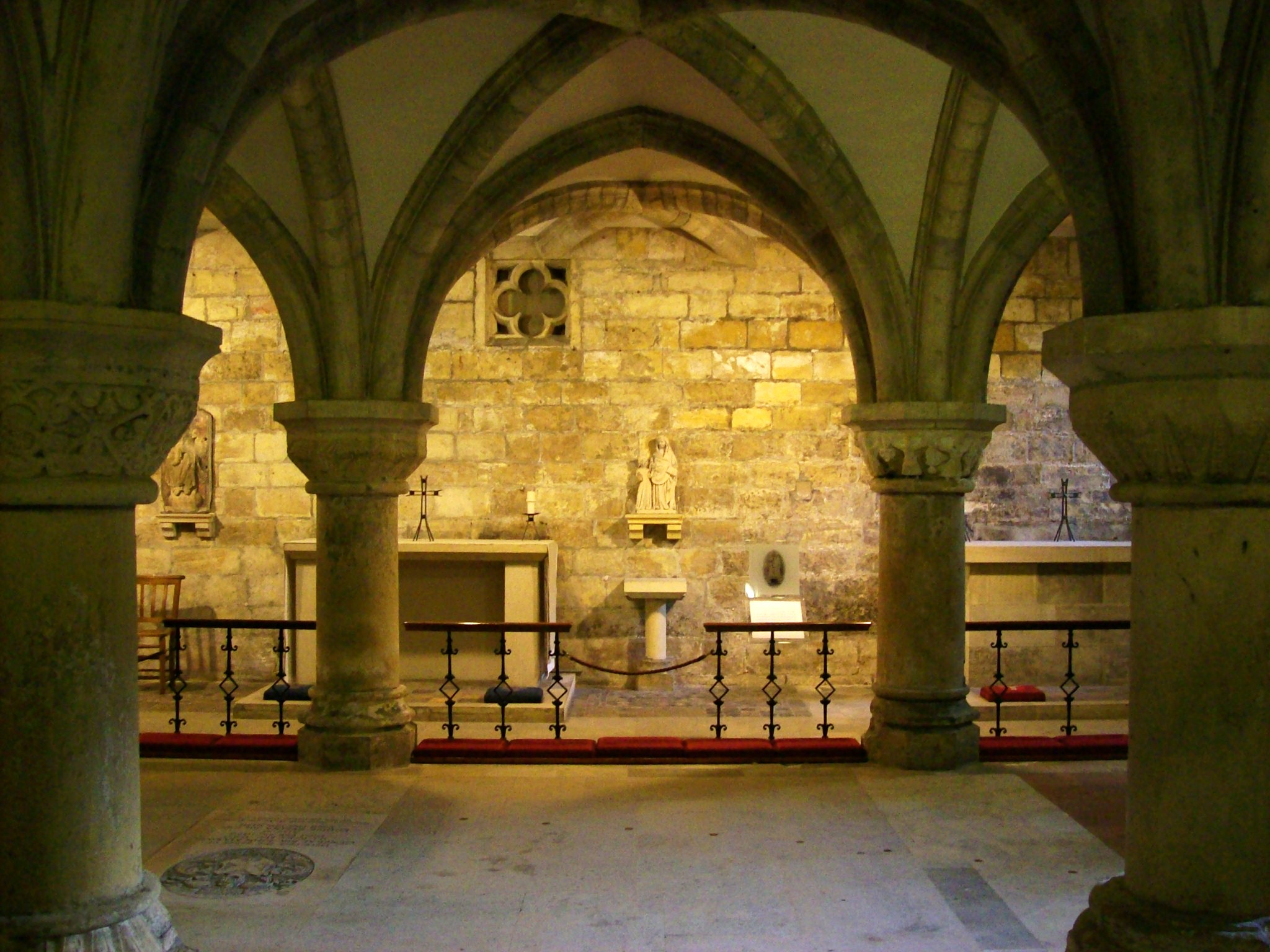
Die Krypta von York Minster ist der einzige Teil der Kirche, der aus der Zeit Geoffreys of York erhalten ist

Als es im Frühjahr 1187 zum Krieg zwischen Frankreich und England kam, ernannte Heinrich II. im Mai 1187 Geoffrey zu einem der Kommandanten seines Heeres, dem er etwa ein Viertel seiner Truppen unterstellte. Zusammen mit seinem Vater musste er im Juni 1189 vor den Franzosen Le Mans räumen. Auch Tours konnten sie nicht halten. Als der erkrankte Heinrich II. sich in Colombiers dem französischen König Philipp II. ergeben musste, war Geoffrey bei dieser Demütigung seines Vaters nicht zugegen. Er begleitete ihn aber anschließend zur Burg Chinon, wo er ihn bis zu seinem Tod pflegte. Vor seinem Tod übergab der König Geoffrey zwei seiner Ringe und erklärte in seinem letzten Willen, dass Geoffrey entweder Bischof von Winchester oder Erzbischof von York werden solle. Geoffrey bevorzugte offenbar das Amt des Erzbischofs, denn nach dem Tod des Königs am 6. Juli 1189 verwendete er widerrechtlich das königliche Siegel, um drei Ämtervergaben in York zu besiegeln. Anschließend überführte er den Leichnam seines Vaters zur Familiengrabstätte Fontevrault. Dort traf er seinen Halbbruder Richard, dem er das königliche Siegel übergab. Elf Tage später nominierte Richard, der nun als Erbe von Heinrich II. englischer König war, ihn als Kandidaten für das Amt des Erzbischofs von York. Am 10. August 1189 wurde Geoffrey vom Kathedralkapitel gewählt.

## Erzbischof von York

### Erste Streitigkeiten in York
Die Berichte über Geoffreys weiteres Vorgehen sind widersprüchlich. Nach Gerald von Wales zögerte er, das Amt des Erzbischofs anzunehmen, während Benedict of Peterborough schreibt, dass er sofort seine Beamten nach York sandte, um dort die Besitzungen des Erzbischofs zu übernehmen. Eine Minderheit der Kanoniker des Kathedralkapitels von York, die bei der Wahl nicht anwesend waren, wandte sich an Papst Clemens III. mit der Bitte, die Wahl von Geoffrey nicht anzuerkennen, weil mehrere Kanoniker, aber auch der Dekan Hubert Walter und Bischof Hugh de Puiset von Durham bei der Wahl nicht anwesend gewesen waren. Richard I. unterstützte die Ambitionen seines Halbbruders in York nur halbherzig. Am 30. August übergab er in Windsor die Verwaltung des Erzbistums wieder an Hubert Walter, zog die Temporalien wieder ein und verzögerte die Bestätigung von Geoffreys Wahl. Erst auf der Ratsversammlung von Pipewell am 16. September 1189 bestätigte der König die Wahl. Er beanspruchte aber auch sein Recht, den Dekan von York zu ernennen und ernannte Henry Marshal zum Nachfolger von Hubert Walter, der zum Bischof von Salisbury gewählt wurde. Dazu ernannte er Burchard du Puiset, einen Neffen von Hugh de Puiset zum Schatzmeister und Roger of London zum Abt von Selby Abbey. Diese drei Amtsträger wurden alle erbitterte Gegner von Geoffrey. Als Geoffrey gegen die Ernennungen Einwände erhob, beschlagnahmte der König sowohl die erzbischöflichen Ländereien wie auch Geoffreys Besitzungen in Frankreich, so dass dieser gezwungen war, sich seinem Bruder zu unterwerfen und sich zum Priester weihen zu lassen. Dies setzte Geoffrey rasch um, indem er sich am 23. September von seinem gerade neu geweihten Suffraganbischof John von Whithorn in Southwell zum Priester weihen ließ. Damit brüskierte Geoffrey Erzbischof Balduin von Canterbury, der das Recht der Weihe des Erzbischofs von York für sich beanspruchte. Geoffrey reiste nun nach York, wo er mit Unterstützung zahlreicher Mitglieder des Kathedralkapitels die Einsetzung des von seinem Bruder nominierten Schatzmeisters Burchard du Puiset so lange verweigerte, bis seine eigene Wahl vom Papst bestätigt worden war.

### Konflikt mit RichardI. vor dessen Aufbruch zum Kreuzzug
Der König war darüber verärgert, dass die von ihm eingesetzten Amtsträger von Geoffrey nicht eingesetzt wurden, womit Geoffrey seine Autorität in Frage stellte. Er ließ Geoffreys drängende Briefe an den Papst abfangen und sandte ihn im November zunächst nach Nordengland. Von dort eskortierte Geoffrey den schottischen König Wilhelm I. nach Canterbury, wo dieser dem englischen König für seine englischen Besitzungen huldigte. In Canterbury traf Geoffrey auf seine Gegner Erzbischof Balduin, den ehemaligen Dekan von York und jetzigen Bischof Hubert Walter sowie Bischof Hugh de Puiset. Walter und Hugh Puiset erhoben vor dem päpstlichen Legaten Giovanni di Anagni zahlreiche Anschuldigungen gegen Geoffrey. Dennoch bestätigte Giovanni di Anagni die Wahl von Geoffrey zum Erzbischof, doch überließ er die endgültige Entscheidung dem Papst. Bevor der König nun Geoffrey seine Besitzungen zurückgab, musste er versprechen, ihm £ 2000 für die Finanzierung des Dritten Kreuzzugs zu zahlen, die Ernennungen des Königs in York zu bestätigen, die Privilegien der Diözese Durham zu bestätigen sowie die Weihe von Abt Roger of Selby zu akzeptieren. Geoffrey hatte in York weitere Schwierigkeiten. Nachdem es während der Vesper am Vorabend des Dreikönigstags 1190 zu einer unwürdigen Auseinandersetzung gekommen war, entließ Geoffrey am nächsten Tag mehrere Geistliche aus ihren Ämtern. Die Anstifter des Streits, Henry Marshal und Burchard du Puiset, exkommunizierte er dazu.
Anfang 1190 berief Richard I. seinen Halbbruder in die Normandie und forderte die Zahlung der vereinbarten £ 2000. Hugh de Puiset, den der König inzwischen zu seinem Justiciar ernannt hatte, hatte jedoch verhindert, dass Geoffrey das Geld eintreiben konnte. Als Geoffrey das Geld nicht zahlen konnte, ließ der König, bevor er zu seinem Kreuzzug aufbrach, rücksichtslos Geoffreys Besitzungen beschlagnahmen, erhöhte die Gebühr und nahm Geoffrey das Versprechen ab, während seiner Abwesenheit innerhalb von drei Jahren nicht nach England zurückzukehren. Am 7. März bestätigte der Papst die Wahl von Geoffrey zum Erzbischof, doch erst im Juni söhnten sich die beiden Halbbrüder in Tours offiziell aus. Erst im Juli 1190 gab Richard, als er bereits in Vézelay war, Geoffrey seine Ländereien zurück, nachdem dieser 800 Mark an seinen Bruder gezahlt hatte.

### Konfrontation mit dem Justiciar William de Longchamp
Geoffrey blieb nach der Abreise von Richard I. zunächst in Frankreich und wartete auf die Bestätigung seiner Wahl durch den Papst. Nachdem sich die Königinmutter Eleonore von Aquitanien für Geoffrey eingesetzt hatte, erlaubte der neue Papst Coelestin III. im Mai 1191 schließlich dessen Bischofsweihe durch Erzbischof Barthelemy von Tours. Die nächsten Schritte von Geoffrey waren vorhersehbar. Nachdem er am 18. August 1191 von Abt Gottfried von Marmoutier das Pallium empfangen hatte, ignorierte er das Verbot seines Bruders und landete am 14. September im englischen Dover. Der königliche Kanzler und Justiciar William de Longchamp, der auch päpstlicher Legat war, befahl daraufhin Geoffreys Verhaftung. Geoffrey war jedoch gewarnt worden und flüchtete ins Kirchenasyl von St Martin’s Priory bei Dover. Nach fünftägiger Belagerung drangen Longchamps Gefolgsleute in die Kirche ein. Sie zerrten Geoffrey, der die Gewänder eines Erzbischofs trug, während der Messfeier gewaltsam vom Altar fort und sperrten ihn in Dover Castle ein. Dieser Angriff auf den Erzbischof, der an die Ermordung Thomas Beckets vor über zwanzig Jahren erinnerte, empörte die englischen Bischöfe, obwohl sie sich zuvor wegen der Weihe von Geoffrey in Tours und nicht in Canterbury übergangen gefühlt hatten. Die Bischöfe Richard fitz Nigel von London und John of Oxford von Norwich intervenierten zugunsten von Geoffrey, der daraufhin nach acht Tagen Haft wieder freigelassen wurde. Bischof Hugo von Lincoln exkommunizierte die Gefolgsleute von Longchamp, die das Kirchenasyl verletzt hatten, und der Vorfall führte mit zum Sturz von Longchamp, der ins Exil gehen musste. Geoffrey zog jedoch über Canterbury, wo der das Grab von Thomas Becket besuchte, am 2. Oktober 1191 unter großem Jubel in London ein.

### Konflikt mit Bischof Hugh de Puiset
Da Erzbischof Balduin während des Kreuzzugs gestorben war, war Geoffrey nun der ranghöchste Prälat in England. Allerheiligen 1191 wurde er in York inthronisiert. Schon bald begann er mit Hugh de Puiset einen persönlich geführten Streit über die Frage des Gehorsams. Puiset, der schon seit fast 40 Jahren Bischof von Durham war, erwiderte, dass er bereits dem früheren Erzbischof Roger de Pont l’Évêque Gehorsam gelobt hatte und verweigerte ein neues Gelöbnis. Daraufhin exkommunizierte Geoffrey vor Weihnachten 1191 Puiset und vor dem 2. Februar 1192 verhängte er den Kirchenbann über alle Anhänger Puisets. Beide Parteien wandten sich mehrfach an den Papst in Rom, darunter auch Alice of Clementhorpe, die Priorin von Godstow, die befürchtete, dass sich Geoffrey ihr Kloster aufgrund familiärer Ansprüche, die wohl von seiner Mutter her rührten, sich aneignen wolle. In den Konflikt zwischen Geoffrey und Puiset griffen Papst Coelestin III., Königin Eleonore, Walter de Coutances und Hugo von Lincoln ein. Geoffrey verschärfte die Situation weiter, als er sich als Erzbischof von York auch im Gebiet der Kirchenprovinz Canterbury ein Kreuz vorantragen ließ. Mit dieser Geste verletzte er die Rechte des Erzbischofs von Canterbury und erzürnte somit die Bischöfe der Kirchenprovinz. Im Oktober 1192 wurde der Streit zwischen Geoffrey und Puiset entschieden, als päpstliche Gesandte Puiset als Bischof von seiner Gehorsamspflicht gegenüber Geoffrey entbanden. Als im Frühjahr 1193 Johann Ohneland gegen seinen Bruder König Richard rebellierte, verbündeten sich sogar Geoffrey und Puiset gegen Johann, der ebenfalls Geoffreys Halbbruder war. Geoffrey ließ Doncaster befestigen und unterstützte Puiset bei der Belagerung von Tickhill Castle, einer Burg von Johann Ohneland, bis ein Waffenstillstand geschlossen wurde.

### Weiterer Konflikt mit dem Kathedralkapitel von York und mit Erzbischof Hubert Walter
Als Geoffrey 1193 einen großen Teil des Kirchenschatzes von York verkaufte, um mit das Lösegeld für den in Gefangenschaft geratenen König Richard aufzubringen, brachte er erneut das Kathedralkapitel von York gegen sich auf. Das Kathedralkapitel war schon wegen der Versuche Geoffreys, seinem Halbbruder Peter eine Pfründe in York zu verschaffen, verärgert. Zunächst hatte Geoffrey versucht, Peter zum Dekan von York Minster zu ernennen. Als dies scheiterte, wollte Geoffrey Peter zum Kanzler des Erzbistums und den bisherigen Kanzler Simon of Apulia zum Dekan ernennen. Simon of Apulia wollte jedoch auf sein bisheriges Amt nicht verzichten, worauf Geoffrey den königlichen Beamten Philip of Poitou als Kandidaten für das Amt des Dekans nominierte. Das verärgerte Kathedralkapitel wählte daraufhin Simon of Apulia selbst zum Dekan, der die Wahl dann annahm. Geoffrey wandte sich nun an die römische Kurie, während Simon selbst dorthin reiste. Als der in Deutschland in Gefangenschaft befindliche König von der umstrittenen Wahl erfuhr, untersagte er Geoffreys Einwände gegen die Wahl und berief ihn zu sich. Geoffrey wurde jedoch durch seine widerspenstigen Kanoniker von einer Reise nach Deutschland abgehalten. Sie verweigerten ihren Dienst und verwehrten Geoffrey den Zugang zu York Minster. Mit seiner für ihn charakteristischen Energie reagierte Geoffrey auf diese Verweigerung, indem er am 1. Januar 1194 die Anführer der rebellischen Kanoniker absetzte und exkommunizierte. Dazu ernannte er neue Amtsträger. Simon of Apulia war jedoch bereits auf dem Weg nach Rom, wo er am 17. Mai 1194 von Papst Coelestin III. als Dekan eingesetzt wurde. Hierdurch ermutigt, beschuldigten die Kanoniker Geoffrey der Simonie, Erpressung, Gewalt und der Vernachlässigung seiner Pflichten. Diese Beschuldigungen wurden von Abt Roger of Selby und von elf weiteren englischen Äbten bekräftigt. Der Papst befahl daraufhin, dass Geoffrey innerhalb von vierzig Tagen seine unrechtmäßigen Amtsenthebungen rückgängig machte. Am 16. Juni stellte er die gesamte Kirche von York unter seinen Schutz. Inzwischen hatten im März 1194 Geoffrey und Hubert Walter, der inzwischen Erzbischof von Canterbury geworden war, den aus der Gefangenschaft freigekauften Richard in Nottingham getroffen. Obwohl Nottingham in der Kirchenprovinz York lag, ließ sich nun dort Walter als Primas von ganz England ein Kreuz vorantragen. In Nottingham bot Geoffrey dem König für das Amt des Sheriffs von Yorkshire einmalig 3000 Mark sowie 100 Mark jährlich. Der König benötigte das Geld und setzte Geoffrey trotz seines geistlichen Status als Sheriff ein. Um Geoffrey nicht zu brüskieren, griff er auch nicht ein, als sich nun Geoffrey im April 1194 in Waltham innerhalb der Kirchenprovinz Canterbury ein Kreuz vorantragen ließ. Dazu übergab er ihm wieder seine beschlagnahmten Besitzungen in Frankreich und versöhnte ihn mit seinem Widersacher Longchamp. Als jedoch der König am 12. Mai 1194 wieder England verließ und in seine französischen Besitzungen reiste, ließ er Geoffreys Gegenspieler Hubert Walter als königlichen Justiciar zurück. Dieser sandte im Sommer 1194 eine Gerichtskommission nach York, um die umstrittenen Aktivitäten von Geoffrey als Sheriff zu untersuchen. Die Richter ließen Geoffreys Diener einsperren, und als Geoffrey sich weigerte, sich vor den Richtern zu verantworten, ließen sie außer seinem Wohnsitz in Ripon seine gesamten Ländereien beschlagnahmen. Dazu ernannten sie zwei Beauftragte, die anstelle von Geoffrey das Amt des Sheriffs wahrnehmen sollten. Auf Befehl des Papstes setzte Bischof Puiset die von Geoffrey exkommunizierten und abgesetzten Kanoniker in York wieder in ihre Ämter ein. Gegen dieses päpstliche Urteil legte Geoffrey Einspruch ein. Er versuchte nun, seinen Bruder Peter zum Archidiakon des West Riding of Yorkshire zu erheben. Dies scheiterte jedoch, ebenso der Versuch, das Amt anstelle an Peter an Peter de Dinan zu vergeben. Anschließend reiste Geoffrey im Herbst 1194 nach Frankreich. Dort traf er den König in Maine, überreichte ihm 1000 Mark und versprach ihm, ihm weitere 1000 Mark zu schenken. Der König bestätigte ihm daraufhin den Besitz seiner Güter in Frankreich und verzieh ihm den widerrechtlichen Gebrauch des Großsiegels von Heinrich II. nach dessen Tod. Den drei von Geoffrey 1189 ernannten Amtsinhabern, die inzwischen zu Geoffreys Gegnern in York gehörten, erlaubte er jedoch, dass sie für je £ 100 ihre Ämter zurückkaufen durften. Im Januar 1195 entschied eine päpstliche Kommission unter Vorsitz von Bischof Hugo von Lincoln, dass Geoffrey sich wegen seiner Vergehen am 1. Juni 1195 vor dem Papst in Rom verantworten müsse. Andernfalls würde er als Erzbischof suspendiert.

### Konflikt mit RichardI.
In York verschlechterte sich nun die Situation so, dass schon Geoffreys Diener beschuldigt wurden, dass sie Simon of Apulia angegriffen hätten, als dieser mit seiner Ernennungsurkunde zum Dekan nach York zurückgekehrt war. Am Gründonnerstag 1195 warfen die Kanoniker von York das von Bischof John de Whithorn geweihte Chrisam auf den Misthaufen und wandten sich vergeblich an Bischof Hugo von Lincoln um Unterstützung. König Richard verbot Geoffrey, nach Rom zu gehen, so dass er im Juni nicht vor dem Papst erschien. Als Geoffrey nun jedoch seine Beschwerden über seine Widersacher vor dem König Richard vortrug, bezichtigte ihn dieser wegen seiner Unverschämtheit. Quasi entmachtet musste Geoffrey zusehen, wie der triumphierende Hubert Walter vom 14. bis 15. Juni in York ein Konzil abhielt. Geoffreys Anwälte erreichten bei der Kurie wenigstens, dass die Frist, bis zu der er in Rom erscheinen sollte, bis zum 1. November 1195 verlängert wurde. Als Geoffrey jedoch auch dann nicht in Rom erschien, beauftragte der Papst Bischof Hugo von Lincoln, Geoffrey zu suspendieren. Hugo von Lincoln protestierte aber gegen diesen Auftrag und sagte, er würde lieber selbst suspendiert werden als Geoffrey zu suspendieren. Am 23. Dezember bestätigte der Papst jedoch persönlich das Urteil und stärkte damit die Autorität von Simon of Apulia in York. Daraufhin war Geoffrey zur Unterwerfung gezwungen. 1196 reiste er nach Rom, wo er sich den Vorwürfen seiner Gegner stellen musste. In einem dramatischen Verfahren konnte er die Vorwürfe widerlegen, so dass er vom Papst wieder als Erzbischof eingesetzt wurde. Auf dem Rückweg nach England traf er in Frankreich König Richard, der ihn jedoch wegen seiner Verfehlungen als Erzbischof nicht mehr akzeptierte. Daraufhin kehrte Geoffrey nach Rom zurück, wo er vermutlich bis zum Tod von Papst Coelestin III. Anfang 1198 blieb. Seine Beamten Master Honorius und Master Ralph of Kyme verwalteten während seiner Abwesenheit das Erzbistum York. Vermutlich erst als König Richard von dem Gerücht erfuhr, nach dem der neue Papst Innozenz III. Geoffrey zum päpstlichen Legaten ernannt hätte, empfing der König 1198 wieder Geoffrey. Als jedoch im Mai 1198 auch Simon of Apulia zu dem Treffen von Geoffrey und Richard in die Normandie kam, kam es erneut zum offenen Streit. Geoffrey weigerte sich, die Vergabe von geistlichen Pfründen, die Richard während seiner Abwesenheit in Rom gemacht hatte, zu bestätigen. Der König widerrief daraufhin die Vergabe des Archidiakonats von Richmond an Master Honorius. Stattdessen ernannte er Roger of St Edmund’s, einen seiner eigenen Beamten, zum Archidiakon, der prompt von Simon of Apulia in York in sein Amt eingesetzt wurde. Als Papst Innozenz III. den König unter Androhung eines päpstlichen Tadels drängte, sich mit Geoffrey auszusöhnen, beauftragte der König die Bischöfe Philip of Poitou von Durham, Eustace von Ely, Godfrey de Lucy von Winchester, John de Coutances von Worcester und Savaric FitzGeldewin von Bath, um einen Kompromiss mit Geoffrey auszuhandeln. Er bestand darauf, dass Geoffrey die von ihm vergebenen Pfründen bestätigte, bevor er ihn als Erzbischof wieder anerkannte. Geoffrey willigte unter der Bedingung ein, dass die Bischöfe diesen Kompromiss vor dem Papst mit vertraten. Als diese dies ablehnten, reiste Geoffrey wieder nach Rom. Dort verkündete der Papst am 28. April 1199, dass Geoffrey wieder die Temporalien von York erhalten solle, wenn er seine Schulden gegenüber dem König beglichen hätte. Die königlichen Beamten, die von Richard geistliche Pfründen erhalten hatten, sollten entweder auf diese verzichten oder versuchen, innerhalb von sechs Monaten eine Bestätigung ihrer Pfründen vom Erzbischof zu erhalten. Andernfalls drohe ihnen die Verhängung des Interdikts. Dazu beschloss der Papst, dass er selbst in zukünftigen Streitfällen im Erzbistum York entscheiden würde. Bevor er dies jedoch Richard in einem Brief mitteilen konnte, war dieser gestorben.

### Weiterer Streit in York
Neuer König wurde Johann Ohneland, der jüngste Bruder von Richard und Geoffrey. Da Geoffrey noch in Rom war, konnte er nicht an dessen Krönung teilnahmen. Johann übergab die Temporalien des Erzbistums York an Geoffreys Beamte, während zahlreiche Geistliche, die ihre Ämter von König Richard erhalten hatten, diese niederlegten. Obwohl der Papst ihm davon abriet, traf sich Geoffrey mit Johann am 24. Juni 1199 in Rouen, wobei das Treffen in freundschaftlicher Atmosphäre stattgefunden haben soll. Der Papst sandte Geoffrey nun mehrere Ratgeber, darunter Master Pierre de Corbeil und Master Columbus. Auch Master Stephen Langton, der spätere Erzbischof von Canterbury, bezeugte in dieser Zeit einige Urkunden von Geoffrey. Sowohl der Erzbischof und das Kathedralkapitel versprachen, sich an Urteile der vom Papst beauftragten Richter zu halten. Geoffrey wurde dabei eine Strafe von 200 Mark angedroht, falls er dieses Versprechen nicht einhielt. Als jedoch wegen des anmaßenden Verhaltens von Geoffreys Beamten das Kathedralkapitel die Zahlung der Strafe verlangte, berief der König Geoffrey an seinen Hof. Nach August 1199 wird Geoffrey deshalb regelmäßig im Gefolge des Königs erwähnt, und im März 1200 waren beide zusammen in York. Den päpstlichen Beauftragten gelang es dann erneut, Geoffrey mit dem Kathedralkapitel von York auszusöhnen.

### Konflikt mit König Johann Ohneland
Dagegen kam es bald wieder zum Streit zwischen Geoffrey und Johann Ohneland über Geld und über die Hoheit des Königs über die Kirche. Möglicherweise wegen dieses Streits reiste der König in dieser Zeit mehrfach nach Nordengland. Im Oktober 1200 enteignete der König den Erzbischof, als dieser sich weigerte, den königlichen Beamten in seiner Diözese die Erhebung der Carucage, einer Steuer auf Ackerland zu ermöglichen. Johann setzte Geoffrey als Sheriff von Yorkshire ab und vergab das Amt an seinen Vertrauten Geoffrey fitz Peter. Dieser setzte James of Poterne als seinen Vertreter ein, worauf Geoffrey Poterne exkommunizierte. Erst als Geoffrey im Oktober Johann in Dover und im November bei der Beisetzung von Hugo von Lincoln traf, gab ihm sein Bruder seine Besitzungen zurück, während Geoffrey die Exkommunikation von Poterne aufhob. Als Geoffrey jedoch den Verhandlungen des Königs mit Frankreich fernblieb und erneut die Erhebung der Carucage behinderte, kam es erneut zum Streit mit dem König. Johann verlangte nun die Zahlung der noch von Richards Herrschaft offenen Schuld von 3000 Mark durch Geoffrey. Als er im Januar 1201 Beverley besuchte, befahl er die Verhaftung von Geoffreys Beamten. Geoffrey söhnte sich daraufhin im März mit seinen Gegnern aus, worauf er im Mai vom König begnadigt wurde. Gegen das Versprechen, dem König £ 1000 zu zahlen, ließ dieser auch Geoffreys Beamte frei.

### Erneuter Streit in York
Der 1200 erreichte Ausgleich zwischen Geoffrey und dem Kathedralkapitel von York hatte nicht lange Bestand. Zum Streit kam es, als der Dekan und das Kathedralkapitel von York mit Billigung des Königs den Kanoniker Hugh Murdac und nicht Geoffreys Kandidaten Master Ralph of Kyme zum Archidiakon von Cleveland ernannten. Dies führte unausweichlich zu Einwänden an die Kurie und zu Rechtsstreitigkeiten, und Geoffrey exkommunizierte Hugh, der früher zu seinen wenigen Unterstützern in York gehört hatte. Schließlich kam es zu einer Einigung, nach der Murdac Archidiakon blieb, während Ralph of Kyme Präzentor von York Minster wurde. Zum erneuten Streit kam es, als Geoffrey seinem Halbbruder Morgan nicht das Amt des Propstes von Beverley Minster verschaffen konnte. Dazu geriet er mit Master Honorius wegen des Archidiakonats von Richmond in Streit. Dagegen empfing er 1201 ehrfürchtig Abt Eustace von Saint-Germer-de-Fly, der energisch für einen neuen Kreuzzug predigte. Andere Streitfälle verliefen für Geoffrey teils erfolgreicher. Im Oktober 1201 unterstützte ihn der Papst in einem Streit mit Philip of Poitou, Bischof von Durham. Über die Besetzung der Stelle des Masters des St Peter’s Hospital in York kam es ab 1201 zu einem langwierigen Streit mit dem Kathedralkapitel, in den zahlreiche vom Papst beauftragte Richter verwickelt wurden. Schließlich erhielt Geoffreys Kandidat Ralph of Nottingham 1204 das Amt. Zu weiteren Konflikten kam es mit mehreren Klöstern im Erzbistum York, darunter ab März 1202 mit Guisborough Priory. Bis Mai 1202 erreichten Papst Innozenz so viele Beschwerden über Geoffrey, dass er eine Untersuchung befahl, ob Geoffrey seinen Aufgaben als Erzbischof noch gewachsen sei. Dafür beorderte er sowohl Geoffrey wie auch Dekan Simon of Apulia und Mitglieder des Kathedralkapitels nach Rom. Im Juni 1202 stellte der Papst die Pfarrei von Scarborough gegen Angriffe von Geoffrey unter seinen Schutz, und im Dezember 1202 ordnete er eine Untersuchung der Beschwerden an, die der Prior und die Mönche des Kathedralkonvents von Durham vorgebracht hatten. Diese beklagten, dass Geoffrey absichtlich die Wiederbesetzung von Ämtern verzögerte, um während der Vakanz die Einkünfte aus diesen Ämtern selbst zu beziehen. Der Papst sprach daraufhin die Einkünfte aus den vakanten Stellen nicht mehr dem Erzbischof von York, sondern dem Kathedralkonvent von Durham zu, und er befahl, dass alle Stellen, die mehr als vier Monate lang vakant waren, unverzüglich mit den dafür vorgesehenen Kandidaten besetzt werden mussten. Weitere Konflikte führte Geoffrey mit Meaux Abbey über deren Befreiung vom Kirchenzehnten, mit Peter Thebert, der ein Neffe von Philip of Poitou war und den Geoffrey 1203 nicht als Pfarrer von Howden einsetzen wollte, und mit dem Kanonikern der Stiftskirche von Kirkham. Im November 1203 unterstützte Geoffrey auf Befehl des Papstes zusammen mit Philip of Poitou in einem Streit Fountains Abbey.

### Zuspitzung des Streits mit Johann Ohneland und Exil
Im Frühjahr 1204 war der König wieder bei Geoffrey in York zu Gast, doch wenig später kam es erneut zum Streit zwischen den beiden Halbbrüdern. Der König verdächtigte Geoffrey, das geforderte Schildgeld nicht ordnungsgemäß abzuführen. Er beschlagnahmte Geoffreys Besitzungen und ließ zwei Gefolgsleute von ihm festnehmen. König Johann setzte seine Schikanen gegen Johann mindestens bis zum 29. Mai 1205 fort. Geoffrey zog sich nach Southwell zurück, doch vor April 1205 verhängte Dekan Simon und der Schatzmeister von York über Southwell das Interdikt, nachdem Geoffrey mit der Rückzahlung seiner Schulden nicht nachkam. Dazu hatte Geoffrey auch Streit mit der bei Southwell gelegenen Thurgarton Priory. Andererseits belegen seine Urkunden, dass er in dieser Zeit nicht untätig war, sondern als Bischof Vikariate vergab, Ämter bestätigte und seinen Kaplan Alan erfolgreich als Propst von Beverley Minster einsetzen konnte. Schließlich unterwarf er sich wieder dem König, worauf er Anfang Januar 1206 seine Güter zurückerhielt. Am 25. Januar 1206 verzieh ihm der König, und am 12. Februar war der König wieder bei ihm in York zu Gast. Am 14. Februar 1206 zahlte Geoffrey in Knaresborough 700 Mark an Johann, der ihm daraufhin am 16. Februar die Forsthoheit über Nottingham Forest zurückgab. Allerdings musste Geoffrey akzeptieren, dass der König mehrere Pfründen in York an seine Beamte vergab. Als der König 1207 eine Steuer auf den dreizehnten Teil aller kirchlichen Einkünfte und auf den beweglichen Besitz der Geistlichen erhob, leistete Geoffrey nach Kräften Widerstand. Er exkommunizierte alle Steuereintreiber in der Kirchenprovinz York und versuchte, zusammen mit dem Bischof von Durham, den König umzustimmen. Johann verspottete ihn aber nur und ließ Geoffreys Besitzungen besetzen. Die Einkünfte aus der Diözese behielt er für sich. Geoffrey wandte sich daraufhin an den Papst, der daraufhin die Verhängung des Interdikts über die Kirchenprovinz York androhte, solange Geoffrey nicht durch den König entschädigt würde. Der König ignorierte diese Drohung, so dass der Papst am 27. Mai 1208 in einem Brief seine Drohung erneuerte. Auch auf diesen Brief reagierte der König nicht, worauf Geoffrey angesichts seiner Machtlosigkeit nach Frankreich flüchtete. Der König ließ unverzüglich die Temporalien von York beschlagnahmen. Nach Angaben des Chronisten Geoffrey of Coldingham galt Geoffrey daraufhin in England als Märtyrer.
Über die Zeit von Geoffreys Exil ist nur wenig bekannt. Er söhnte sich nicht mehr mit seinem Bruder Johann Ohneland aus und kehrte auch nicht mehr nach England zurück. Er starb in der Normandie, doch sein genaues Todesdatum ist unbekannt. Geoffrey wurde in der Grandmontenserniederlassung Notre Dame du Parc beigesetzt, die sein Vater um 1156 vor den Stadtmauern von Rouen gegründet hatte und in die Geoffrey vielleicht als Mönch eingetreten war. Angeblich war dort 1767 seine Grabinschrift noch erhalten.

### Sonstige Tätigkeit als Erzbischof
Auch wenn Geoffrey sich bemühte, seinen Aufgaben als Erzbischof nachzukommen, waren die Verhältnisse im Erzbistum York aufgrund der zahlreichen und heftigen Konflikte von Geoffrey mit dem Dekan Simon of Apulia, mit dem Kathedralkapitel und mit den Archidiakonen von York, Cleveland und Richmond schwierig und verworren. Auch Geoffreys häufige Abwesenheit von York beeinträchtige eine ordnungsgemäße Verwaltung der Diözese. Während seiner Abwesenheiten übernahmen Beamte die Verwaltung der Diözese, dazu übernahmen der Dekan, der Kanzler Simon of Apulia, der später zum Dekan aufstieg, und der Präzentor Hamo, der später Schatzmeister wurde, die Verwaltung. Deren Verwaltung wurde zunehmend besser organisiert, wobei sie alle keine der späteren Urkunden des Erzbischofs bezeugten. Da Geoffrey in York kaum Unterstützer fand, gehörten Kanoniker aus Southwell, Ripon und Beverley zu seinem Gefolge. Nach seinen Urkunden konnte er einen erfahrenen Haushalt um sich aufbauen, besonders seit ihn Papst Innozenz III. seit 1199 dabei unterstützte. Zu seinem Haushalt gehörten auch persönliche Freunde von ihm, die er vermutlich als Gelehrte aus seiner Zeit in Northampton und Tours kannte. Aufgrund der Konflikte in York versuchte er, von Southwell oder Ripon aus seine Diözese zu verwalten. Seine Urkunden ließ er von teils über 50 Mitgliedern seines Haushalts bezeugen. Aufgrund der Konflikte innerhalb des Erzbistums konnte er dabei sein Gefolge nur mit wenigen und meist unbedeutenden Ämtern belohnen. Ausnahmen waren unter anderem sein Kaplan Alan, der Kanoniker in Ripon und 1205 Propst von Beverley Minster wurde. Andererseits führte Geoffrey auch erfolgreich Neuerungen in der Verwaltung der Diözese ein. 1189 schuf er das Amt des Kanzlers, dessen erster Amtsinhaber sein späterer Gegner Simon of Apulia war. Dazu bestand er nach 1191 auf seinem rechtmäßigen Status als Primas von England. Angesichts der Feindschaft mit Bischof Puiset von Durham arbeitete Geoffrey bis etwa 1194 mit seinem Suffraganbischof John of Whithorn zusammen. 1201 behauptete er, dass das Bistum der Isle of Man zu seinen Suffraganbistümern gehöre, und deren Bischof Michael gehörte tatsächlich gelegentlich zu seinem Gefolge. Auf der anderen Seite setzte Papst Innozenz 1203 Bischof Bernard als Bischof der Diözese Carlisle ein, die zuvor jahrzehntelang keinen Bischof gehabt hatte. In den letzten Jahren von Geoffreys Amtszeit gab es in York einen bemerkenswerten Einbruch bei der Wiederbesetzung von Vikarstellen.
Für Geoffrey wurde ein reich illuminiertes Psalter hergestellt, das später in den Besitz des französischen Königs Ludwig des Heiligen kam. 1741 erwarb es die Universitätsbibliothek Leiden.

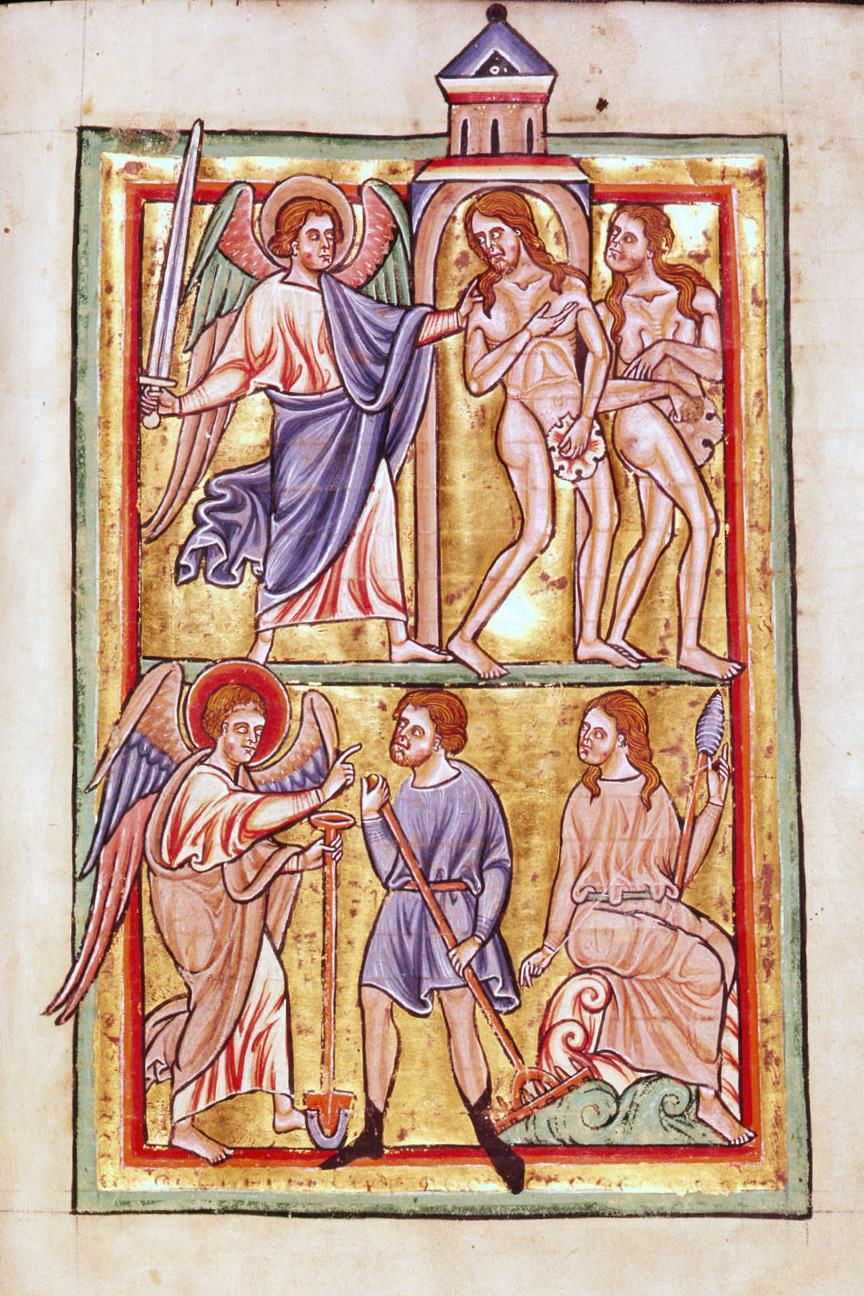
Die Vertreibung aus dem Paradies, Szene aus dem für Geoffrey von York hergestellten Leiden-Psalter

## Bewertung
Von Geoffreys Zeit als Erzbischof ist vor allem seine Fähigkeit, Streit zu entfachen, bemerkenswert. Daran war wohl sein Temperament schuld, aber auch seine Stellung als unehelicher Lieblingssohn des Königs. Wenige Bischöfe hatten so beachtliche Gegner wie Geoffrey mit seinen Halbbrüdern Richard und Johann, und nur wenige Erzbischöfe hatten derart hartnäckige und durchsetzungsstarke Suffraganbischöfe wie Hugh de Puiset. Geoffrey selbst konnte Zuneigung und eigenwillige Loyalität zeigen, vor allem gegenüber seinem Vater, aber auch zu seinen unehelichen Halbbrüdern und zu seinen Beamten. Bemerkenswert ist dazu seine Unterstützung von Studenten und Gelehrten. Seinen persönlichen Mut zeigte er während der Rebellion von 1173 bis 1174 und als Führer der englischen Bischöfe gegen Johann 1207. Trotz seiner häufigen Abwesenheit und seiner Konflikte zeigen seine Urkunden, dass er erhebliches Interesse an der Verwaltung seiner Diözese hatte. Allerdings machte er keine nennenswerten Stiftungen. Seine Fehler waren vor allem seine Ungestümheit und seine mangelnde Fähigkeit, die politische Lage angemessen zu beurteilen. Der Feindseligkeit von Walter Map und Simon of Apulia steht seine lange Freundschaft mit Hugo von Lincoln und die geduldige Unterstützung von Innozenz III. gegenüber.